# Ninja Jorgensen
Pour les articles homonymes, voir Jorgensen.
Ninja Jorgensen, née le 6 juillet 1940 à Los Angeles et morte le 3 octobre 2017, est une joueuse américaine de volley-ball.

## Carrière
Ninja Jorgensen joue au volley-ball alors qu'elle étudie à l'Occidental College. Diplômée en 1961, elle devient professeur d'éducation physique et entraîneur de volley-ball au Glendale High School en Californie. Elle est plusieurs fois championne de l'Amateur Athletic Union avec la Glendale High School et joueuse de l'année de l'AAU en 1963.
Elle remporte la médaille d'or aux Jeux panaméricains de 1967, est médaillée d'argent au Championnat du monde de volley-ball féminin 1967 et termine huitième des Jeux olympiques de 1968 avec la sélection nationale, dont elle porte les couleurs de 1965 à 1973. Elle met un terme à sa carrière en 1998.